# Ванцети (Виченца)
Ванцети је насеље у Италији у округу Виченца, региону Венето.
Према процени из 2011. у насељу је живело 28 становника. Насеље се налази на надморској висини од 125 м.